# Книга на пророк Даниила
Книгата на пророк Даниил е част от Библията, съдържаща „описание на дейността и виденията за бъдещето на Даниил, знатен евреин във Вавилон“. Книгата на пророк Даниил, която е била написана на еврейски и арамейски език, спада към пророческите книги в Библията (Стария завет), а според традицията на юдаизма се числи към историческите книги (Неви’им [נביאים]) и е част от описания на светците (Кетувим) в Еврейската библия.

## Структура и съдържание на книгата
Книгата Даниил се състои от две различни основни части:
- Даниил 1 – 6: Исторически доклади за Даниил в царския дворец по времето на заточението. Тази част (Даниил 2:4б-6:28) е написана преобладаващо на арамейски.
- Даниил 7 – 12: Виденията на Даниил като доклади в 1 лице ед.ч. Те са написани – заедно с въведителната част (Даниил 1 – 2:4а) – на еврейски език.

Освен това съществува в Септуагинтата една трета апокрифна част, която е написана по-късно на гръцки език и по тази причина не е призната от всички християни.